# Atlético Petróleos de Luanda
Atlético Petróleos Luanda, de asemenea cunoscut ca Petro Atlético Luanda, sau simplu Petro Atlético este un club de fotbal din Luanda, Angola, înființat în anul 1980. Clubul a câștigat primul titlu în Liga Angoleză, în anul 1982.

## Manageri importanți
- António Clemente (1982)
- Severino Miranda "Smica" (1984)
- Carlos Silva (1986)
- António Clemente (1987 - 1988)
- Carlos Queirós (1989 - 1990)
- Gojko Zec (1992 - 1994)
- Jesus (1995)
- Jorge Ferreira (1997 - 1998)
- Djalma Cavalcanti (2000 - Dec 2001)
- José Roberto Ávilas (Jan 2002 - Dec 2002)
- Jan Brouwer (Dec 2002 - Aug 2004)
- António Clemente (Aug 2004 - Jan 2005)
- Arthur Bernardes (Jan 2005 - Oct 2005)
- Carlos Alhinho (Oct 2005 - Apr 2006)
- Djalma Cavalcanti (May 2006 - Dec 2006)
- Bernardino Pedroto (Jan 2007–Nov 2010)
- Miroslav Maksimović (Nov 2010–May 2012)
- Miller Gomes (May 2012–Apr 2013)

## Legături externe
- PetrodeLuanda.net Official club website pt
- SoccerWay profile